# Full Moon
Full Moon är ett Grammy-nominerat studioalbum av den amerikanska R&B-sångerskan Brandy. Skivan spelades in i olika inspelningsstudios under hösten år 2000 till oktober 2001 men släpptes först den 25 februari 2002 av Atlantic Records. Cd:n markerade Brandys återkomst sedan ett tre år långt avbrott i karriären efter föregångaren, Never Say Nevers superframgångar år 1998 och sångerskans utbrändhet år 1999. 
Som på Never Say Never samarbetade Brandy med musikproducenten Rodney "Darkchild" Jerkins och hans team med majoriteten av albumets produktion. Samtidigt som Brandy hade en relation med Robert "Big Bert" Smith som sångerskan även väntade sitt första barn med, blev Full Moon albumet där Brandy övergav sitt tonårsmaner för en mer vuxen och sensuell framtoning. Tillsammans med sin image hade också rösten genomgått en massiv förändring sedan 90-talet då den inte längre innefattade den "raspighet", som fram till dess hade varit något av sångerskans signatur. Nu hade den mer värme och djup med association till raspighet.
Brandys första studioalbum på fyra år debuterade på USA:s Billboard Top R&B/Hip-Hop Albums första plats och på en andra plats på Billboard 200, med uppskattningsvis 160 000 sålda kopior under första veckan efter release. Albumet klättrade över topp-20 på de flesta listor utanför USA och tog sig över topp-10 i Kanada, Tyskland, Schweiz och England. Full Moon utdelades en platinacertifiering av RIAA i USA för mer än en miljon kopior skickade till affär.

## Bakgrund och utveckling
I november 1999, vid slutet av sin marknadsföringsturné för Never Say Never, nedläggningen av Moesha och flera långlivade rykten i pressen om sångerskans anorexi och uttorkning, fick Brandy ett nervöst sammanbrott- på grund av en misslyckad relation och en hektisk och osund livsstil. Brandy drog sig därför tillbaka en längre tid för att reflektera; "Jag behövde föryngra mig själv, låta kreativiteten flöda, balansera mitt liv med lite avskildhet för att hitta självsäkerheten och passionen för musik igen." förklarade sångerskan för Jet Magazine år 2002. I mitten av år 2000 började Brandy att rekonsekrera sig själv i sin musikkarriär: hon bidrog med en cover på "Another Day in Paradise" till Phil Collins' hyllningsalbum Urban Renewal (2001) och till "Open"- soundtracket till filmen Osmosis Jones. Låtarna introducerade lyssnarna till en associationsrik och sträv skärpa i Brandys röst och som nu hade förvärvat en djupare och varmare ton samt ett lägre register och noterbart högre falsett.
Under hösten år 2000, började Brandy komma med idéer om ett tredje musikalbum hos Atlantic Records. Rodney Jerkins, huvudproducenten bakom storsäljaren Never Say Never, och hans Darkchild-team bestående av Fred Jerkins III och LaShawn Daniels hade börjat på flera låtar åt Brandys kommande projekt i hopp om att återskapa den vinnande kemin bakom den storsäljande föregångaren Brandy klargjorde samtidigt att hon ville ha mera kreativ kontroll en tidigare. Detta ledde till ett stort möte med alla sina låtskrivare och musikproducenter för att diskutera textinnehåll och sound till albumet. "Jag var involverad från A-Z, varje sång på albumet är inspirerat av mitt liv. Jag ville sjunga om så många olika saker. Jag ville känna alla mina känslor och dela med mig av dem. Jag har tagit tre år ledigt för mig själv och fått chansen att göra saker som bara jag ville, saker jag inte gillade och kommit på saker jag vill förändra hos mig själv." Jerkins behöll sin status som huvudproducent för skivan och producerade större delen av projektet. Brandy samarbetade dock även med Mike City, Keith Crouch, Warryn "Baby Dubb" Campbell, Stuart Brawley, Jason Derlatka, och Jerkins kusin Robert "Big Bert" Smith- som hon under tiden även blev romantiskt involverad med. Dessutom var sångerskan i inspelningsstudion med Babyface och duon Soulshock & Karlin samt The Neptunes men inga av dessa sånger valdes med på albumet Rapparen Ja Rule ska enligt rapporter även varit involverad i projektet..
I ett uttalande avslöjade sångerskan att albumet "mest fokuserar på det tekniska" och "hur det låter i sin helhet". Brandy beskrev också konceptet, "det är fokuserat på en manlig-kvinnlig relation, jag som blir kär men hamnar i tumult för att sedan hitta den jag vill vara med". 
Senare i en intervju med MTV News förklarade Brandy titeln - "jag tyckte att Full Moon var ett bra namn åt skivan för den kändes hel som en cirkel". Brandy beskrev också Full Moon som självbiografisk och handlar om allt hon har varit med om de senaste åren. Albumet var planerades för release den 20 november 2001 men dessa planer blev uppskjutna till följande år.

## Innehåll
Welcome to Full Moon - representing inconstant, completion and wholeness, at this point in my life. - Brandy
Albumets "tagline", lokaliserat i albumhäftet

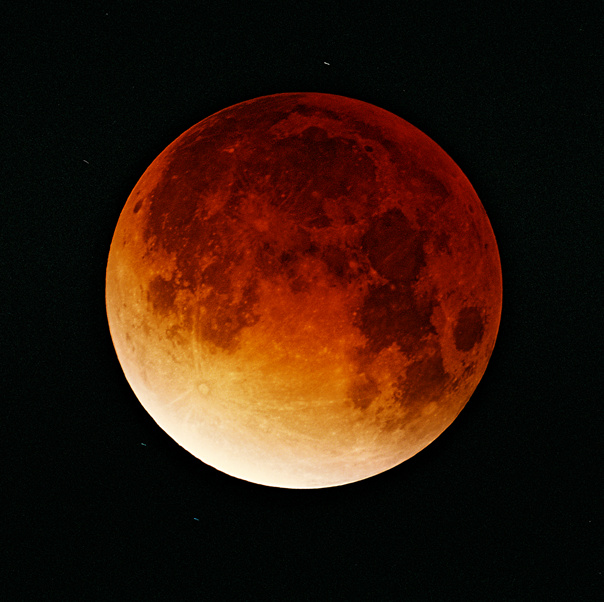
Brandys tredje studioalbum är kraftigt influerat av månen.

Utöver bilder på sångerskan är dess albumhäfte kraftigt inspirerat av astronomiska tecken där innehållet består av bilder på månens olika månfaser, stjärntecken och citat med association till månen av poeter som Shakespeare och Sigurd Olson. Efter ett futuristiskt intro där sångerskans alter ego, B-Rocka, för första gången introduceras börjar skivan med titelspåret. Musikproducenten Mike Citys enda bidrag till projektet. Brandy har karaktäriserat det pianodrivna midtempo-spåret som "ghetto" och förklarat att den består av både "popmusik och R&B men har samtidigt också många fler element i sig". Låttexten handlar om att möta kärleken vid första ögonkastet under en fullmåne. "I Thought", en Jerkins-producerad upptempo-sång handlar om kvinnlig styrka med kraftigt inslag av elektronisk bas som "skiljer den mot det traditionella R&B-soundet" enligt Christian Hopwood vid BBC Music. Jerkins beskrev den som en "hymn och ett steg vidare från "The Boy Is Mine"."
Fjärde spåret, balladen "When You Touch Me", rör sig om planerna på en kommande dejt. På "All in Me", en futuristisk funk-galen låt enligt MTV, ber sångerskan att sin älskare ska tillförlit gentemot henne och lovar att hon kan förse honom med vad han än behöver. De följande låtarna, "Apart", "Can We" och "Nothing" beskrevs som guldkorn av den svenska recensenten Dan Backman vid SvD. I "It's Not Worth It" försöker Brandy hålla samman sitt förhållande som förfallit. Låten skapades först år 1999 kring Michael Jacksons harmoniska ad libs som inspelades i och med ett samarbete under produktionen av hans album Invincible. I det 15:e spåret, powerballaden "Love Wouldn't Count Me Out", sjunger Brandy om hjärtekross efter att kärlekspartnern har beslutat att lämna henne. Sången hyllades av kritiker och Sal Cinquemani vid Slant Magazine lyfte fram inspelningen som skivans bästa.

## Medias mottagande

### Kritikers respons
Trots att Full Moon nominerades till en Grammy Award med utmärkelsen "Best Contemporary R&B Album", var kritiken mot skivan splittrad. Craig Seymour vid Entertainment Weekly gav Full Moon A- i betyg och förklarade "medan Jerkins slängiga stil bara blir ljummen på Jackos Invincible så hjälper soundet att höja 23-åriga Brandy när hon lär sig skillnaden på tonårs-hjärtesorg och vuxen-svek som tyder på en mognad och det, ofta, höga priset som det resulterar i." Stephen Thomas Erlewine från Allmusic var kritisk mot att skivans längd (70 min) men ansåg att den då var hennes mest riskfyllda album; "Full Moon kommer närmast till att vara ett fullfjädrat, väl-avrundat album och etablerar sångerskans personlighet. Det finns många förföriska tillfällen och till och med utfyllnaderna sjunker in med välbehag." Han gav skivan 4 av 5 stjärnor. 
Slant Magazine skribenten Sal Cinquemani gav skivan 3 av 5 i betyg och jämförde den med Janet Jacksons Control från 1987. Han förklarade; För det mesta är Full Moon säkerligen ett framåt-tänkande album som lyfter Brandys typiska sentimentala pop och R&B signatur till högre nivåer. Stora fröken Moesha tycks ta det sista steget från att sitta uppe på sitt rum till uppe på världen." Billboard prisade Full Moon för sina ballader och dess ledande singel men var missnöjd med albumet i helhet. "De som hade förväntat sig något större än "What About Us?" kommer att bli besvikna." Devon Thomas- skribent för The Michigan Daily- var generellt missnöjd med cd:n; "kraftigt producent-drivet, albumet följer i ledet som föregångaren gick i för att uppnå platina-status. Traditionen lever vidare på hennes junior tripp som innehåller samma gamla Jerkins produktion som vi hört så många gånger förut, bara lätt ändrad eller uppdaterad." Kritisk mot dagens R&B i helhet, fortsatte han att summera; "Vi vet alla att den kommer att bli en hit, ännu en platina trofé för Moeshan men kommer den att inkluderas på några 'årets bästa listor'? Högst osannolikt. Rolling Stone Magazine nobbade även cdn som "hektisk, ansiktslös, fejk-sexig R&B".

## Kommersiella framgångar
I USA debuterade Full Moon på Billboard Top R&B/Hip-Hop Albums första plats och som tvåa på Billboard 200 vilket var sångerskans högsta debut på båda listorna hittills. Den första veckans försäljning låg på cirka 155 000 exemplar men albumet missade första platsen till   soundtrack-albumet O Brother, Where Art Thou? med mindre än 4 000 kopior. Albumet tillbringade sammanlagt 30 veckor på den senare listan och sålde omkring 700 000 kopior tre månader efter releasen i USA. Försäljningen stagnerade efter en tid men skivan sålde fortfarande bra och fick senare platina status av RIAA för mer än en miljon sålda kopior. Utöver detta klättrade skivan till en andra plats på Billboards förgreningslista Top Internet Albums. 
I Kanada nådde Full Moon en 8:e plats och certifierades guld av Canadian Recording Industry Association (CRIA) med mer än 50 000 kopior skickade till affär. I Storbritannien blev cd:n Brandys första topp-tio album med en nionde plats på UK Albums Chart. Plattan certifierades guld av British Phonographic Industry (BPI) för över 100 000 exemplar skickade till affär. Medan albumet klättrade till topp-tjugo placeringar på majoriteten av listorna den gick in på, nådde den också topp-tio på albumlistorna i Schweiz och Tyskland där det blev sångerskans hittills högst listplacerade album..

## Låtförteckning
| Nr           | Titel                      | Producenter                                      | Längd |
| ------------ | -------------------------- | ------------------------------------------------ | ----- |
| 1.           | B Rocka Intro              |                                                  | 1:19  |
| 2.           | Full Moon                  | Mike City                                        | 4:08  |
| 3.           | I Thought                  | Darkchild                                        | 4:29  |
| 4.           | When You Touch Me          | Darkchild, Robert Smith                          | 5:42  |
| 5.           | Like This                  | B. Norwood, Darkchild                            | 4:32  |
| 6.           | All in Me                  | Darkchild                                        | 4:00  |
| 7.           | Apart                      | Keith Crouch, Kenisha Pratt                      | 4:27  |
| 8.           | Can We                     | Alexander Greggs, Darkchild                      | 4:43  |
| 9.           | What About Us?             | Darkchild, B. Norwood, Nora Payne, Kenisha Pratt | 4:10  |
| 10.          | Anybody                    | B. Norwood, Darkchild                            | 4:55  |
| 11.          | Nothing                    | Darkchild                                        | 4:48  |
| 12.          | It's Not Worth It          | B. Norwood, Darkchild, Michael Jackson           | 4:23  |
| 13.          | He Is                      | B. Norwood, Warryn Campbell, Harold Lilly        | 4:21  |
| 14.          | Come a Little Closer       | Stuart Brawley, Jason Derlatka                   |       |
| 15.          | Love Wouldn't Count Me Out | B. Norwood, Darkchild, S. Johnson                | 4:19  |
| 16.          | WOW                        | Darkchild, Robert Smith                          | 4:12  |
| Total längd: | Total längd:               | Total längd:                                     | 70:34 |

| 17. | Die Without You | ? | 3:56 |

| 17. | Another Day In Paradise           | Phil Collins, Hugh Padgham | 4:32 |
| 18. | I Wanna Fall in Love              | E. Cordes, Attrell Stephen | 3:52 |
| 19. | Full Moon (Cutfather & Joe Remix) | Mike City                  | 4:08 |

| 17. | Another Day In Paradise | Phil Collins, Hugh Padgham | 4:32 |

## Listor och certifikat
| Lista (2002)                                 | Utgivare                           | Topp position | Certifikat |
| -------------------------------------------- | ---------------------------------- | ------------- | ---------- |
| Australiens albumlista                       | ARIA                               | 13            |            |
| Österrikes albumlista                        | Media Control                      | 54            |            |
| Belgiens albumlista                          | Ultratop/Nielsen                   | 26            |            |
| Kanadas Top 50                               | CRIA/Nielsen SoundScan             | 8             | Gold       |
| Hollands albumlista                          | Nielsen                            | 23            |            |
| Frankrikes albumlista                        | SNEP/IFOP                          | 12            | 95,000     |
| Tysklands albumlista                         | Media Control                      | 8             |            |
| Japans albumlista                            | Oricon                             | 15            |            |
| Nya Zeelands albumlista                      | RIANZ                              | 14            |            |
| Norges albumlista                            | VG Nett                            | 24            |            |
| Sveriges albumlista                          | GLF                                | 20            |            |
| Schweiz albumlista                           | Media Control                      | 7             |            |
| Storbritanniens UK Top 75 Albums             | BPI/The Official UK Charts Company | 9             | Gold       |
| Amerikanska Billboard 200                    | Billboard                          | 2             | Platinum   |
| Amerikanska Billboard Top R&B/Hip-Hop Albums | Billboard                          | 1             | Platinum   |
| Amerikanska Billboard Top Internet Albums    | Billboard                          | 2             | Platinum   |

## Release historik
| Land      | Datum            |
| --------- | ---------------- |
| Europa    | 25 februari 2002 |
| Kanada    | 5 mars 2002      |
| USA       | 5 mars 2002      |
| Frankrike | 26 mars 2002     |

## Musiker och musikmedverkande
| - Lori Andrews - stränginstrument - Larry Gold - cello - Edward Green - stränginstrument - Gerald Heyward - trummor - Jubu - gitarr - Suzie Katayama - Dirigent - Lila Kazakova - stränginstrument - Kimbo - violin - Eugene Mechtovich - stränginstrument - Patrick Morgan - stränginstrument - Michele Nardone - stränginstrument | - Isaac Phillips - gitarr - Robin Ross - stränginstrument - Marston Smith - stränginstrument - Thomas Tally - stränginstrument - Charles Veal, Jr. - stränginstrument - Zheng Wang - stränginstrument - Joe "Flip" Wilson - piano - Tibor Zelig - stränginstrument - Yihuaw Zhao - stränginstrument |

### Produktion
- chefsproducenter: Rodney Jerkins, Craig Kallmann, Brandy Norwood, Ron Shapiro
- Sångproducent: Brandy
- Sångassistans: Ray-J, Joe Lewis Thomas,  Michael Jackson
- Ingenjörer: Jim Bottari, Stuart Brawley, Reginald Dozier, Jan Fairchild, Thor Laewe, Michael "Wolf" Reaves
- Assisterande ingenjörer: J.D. Andrew, Kenneth B. Hertz, Michael Huff,  Marc Stephen Lee, Steve Robillard, Javier Valverde
- ljudmixning: Jon Gass, Brad Gilderman, Manny Marroquin, Dave Pensado, Dexter Simmons
- Justering: Tom Coyne
- A&R: Andrew Feigenbaum, Craig Kallman, Brandy Norwood
- Design: Thomas Bricker
- Art Director: Thomas Bricker
- Fotografi: Marc Baptiste